# グッド・ホープ (装甲巡洋艦)
|          |                                                                                |
| 艦歴     |                                                                                |
| 発注     |                                                                                |
| 起工     | 1899年9月11日                                                                  |
| 進水     | 1901年2月21日                                                                  |
| 就役     | 1902年11月8日                                                                  |
| 退役     |                                                                                |
| その後   | 1914年11月1日に戦没                                                            |
| 除籍     |                                                                                |
| 性能諸元 |                                                                                |
| 排水量   | 14,100トン                                                                     |
| 全長     | 529.5 ft (161.4 m) overall 515 ft (157 m) at waterline                         |
| 全幅     | 71 ft (22 m)                                                                   |
| 吃水     | 28 ft (8.5 m)                                                                  |
| 機関     |                                                                                |
| 最大速   | 23ノット(43 km/h)                                                              |
| 航続距離 | 14ノット (26 km/h) 時に 7,000カイリ                                            |
| 乗員     | 900名                                                                          |
| 兵装     | 9.2インチ砲2門 6インチ砲16門 12ポンド砲12門 3ポンド砲3門 18インチ魚雷発射管2門 |

グッド・ホープ (HMS Good Hope) はイギリス海軍の装甲巡洋艦。ドレイク級。

## 艦歴
1899年9月11日起工。1901年2月21日進水。1902年11月8日竣工。
1914年11月1日、チリ沖で生起したコロネル沖海戦でイギリス西インド艦隊旗艦としてドイツ艦隊と交戦した。19時、ドイツ艦隊の指揮官マクシミリアン・フォン・シュペー中将が砲撃開始を命じ、戦闘が開始された。「グッド・ホープ」は多数の命中弾を受けて炎上、19時50分には大爆発を起こし、20時ごろに沈没した。艦隊総司令官のクリストファー・クラドック少将以下、900名の乗員は全員死亡した。